# Fingerhuthia
Fingerhuthia Nees é um género botânico pertencente à família Poaceae, subfamília Chloridoideae, tribo Eragrostideae.

## Sinônimo
- Lasiotrichos Lehm. (SUI)